# Jagabaya (Parung Panjang)
Jagabaya is een bestuurslaag in het regentschap Bogor van de provincie West-Java, Indonesië. Jagabaya telt 7386 inwoners (volkstelling 2010).